# 1 Douar
1 Douar je devatenácté studiové album francouzského harfisty Alana Stivella, vydané v roce 1998 u vydavatelství Disques Dreyfus. Na albu se podílelo více producentů, jsou to Simon Emmerson a Martin Russel (skladby 1, 2, 6, 12), Pascale Le Berre-Pascal (3, 4, 7), Robert Le Gall (5, 9, 10, 11) a John Cale (8), který v jím produkované písni („Ever“) rovněž hrál na baskytaru.

## Seznam skladeb
| Pořadí | Název                  | Délka |
| ------ | ---------------------- | ----- |
| 1.     | A United Earth I       | 5:33  |
| 2.     | La mémoire de l'humain | 4:12  |
| 3.     | Hope                   | 4:30  |
| 4.     | Ensemble               | 4:28  |
| 5.     | Crimes                 | 4:03  |
| 6.     | A United Earth II      | 4:35  |
| 7.     | Scots Are Right        | 4:52  |
| 8.     | Ever                   | 4:22  |
| 9.     | Kenavo Glenmor         | 5:00  |
| 10.    | Una's Love             | 4:57  |
| 11.    | Aet on                 | 7:16  |
| 12.    | A United Earth III     | 5:27  |

## Obsazení
- Alan Stivell – zpěv, harfa, irská flétna, dudy
- Youssou N'Dour – zpěv
- Khaled – zpěv, akordeon
- Jim Kerr – zpěv
- Ashley Maher – zpěv
- Breda Mayock – zpěv
- Elisa Carrahar – zpěv
- James Mc Nally – irská flétna
- Michael Mc Goldrick – flétna
- Moussa Sisskho – djembe
- Moh`sein Chentouf – darbuka (4)
- N'Faly Kouyate – kora (1, 6)
- John Fortis – baskytara
- Robert Le Gall – baskytara
- John Cale – baskytara
- Pascal Sarton – baskytara
- Simon Emmerson – kytara
- Mark Deffenbaugh – kytara
- Martin Russell – klávesy
- Pascale Le Berre-Pascal – klávesy
- Farhat Bouallaghui – housle
- Nicolas Krassik – housle
- Patrick Leroux – violoncello
- Christophe Gallizio – bicí
- Mark Kerr – bicí
- Paddy Moloney – dudy